# مهندسی همزمان

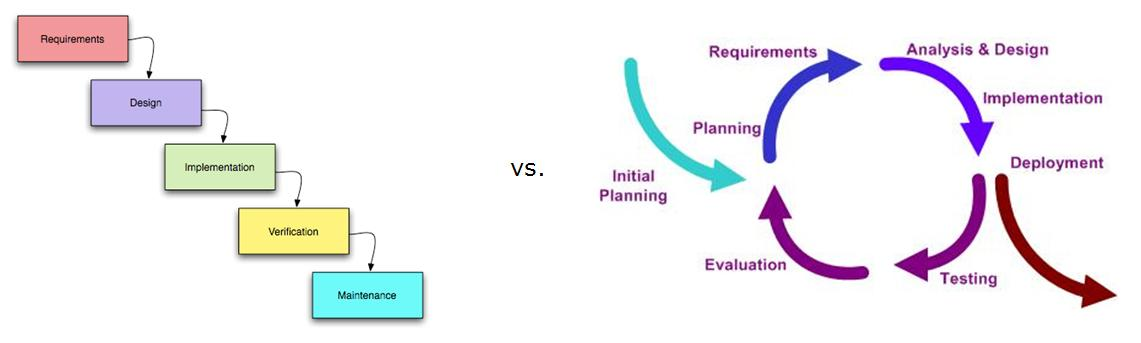
مقایسه روش مهندسی آبشاری و روش طراحی و ساخت همزمان

مهندسی همزمان (به انگلیسی: Concurrent engineering) یا طراحی و ساخت همزمان یک روش‌شناسی کاری است که بر موازی سازی وظایف (یعنی انجام همزمان وظایف) تأکید دارد که گاهی توسعه محصول یکپارچه نیز نامیده می‌شود. این نام به رویکردی اشاره دارد که در توسعه محصول استفاده می‌شود که در آن کارکردهای مهندسی طراحی، مهندسی ساخت و سایر عملکردها برای کاهش زمان لازم برای ارائه یک محصول جدید به بازار یکپارچه می‌شوند.
با انجام همزمان مراحل طراحی و ساخت، محصولات در زمان کمتری تولید می‌شوند و قیمت تمام شده نیز کاهش می‌یابد. اگرچه طراحی و ساخت همزمان نیاز به ارتباطات و هماهنگی گسترده بین رشته‌ها دارد، اما مزایای آن می‌تواند سود یک کسب‌وکار را افزایش دهد و منجر به ایجاد یک محیط پایدار برای توسعه محصول شود. طراحی و ساخت همزمان می‌تواند به مزیت رقابتی نسبت به سایر مشاغل منجر شود زیرا محصول ممکن است در زمان کمتری تولید و به بازار عرضه شود.